# Socjaldemokracja Polska

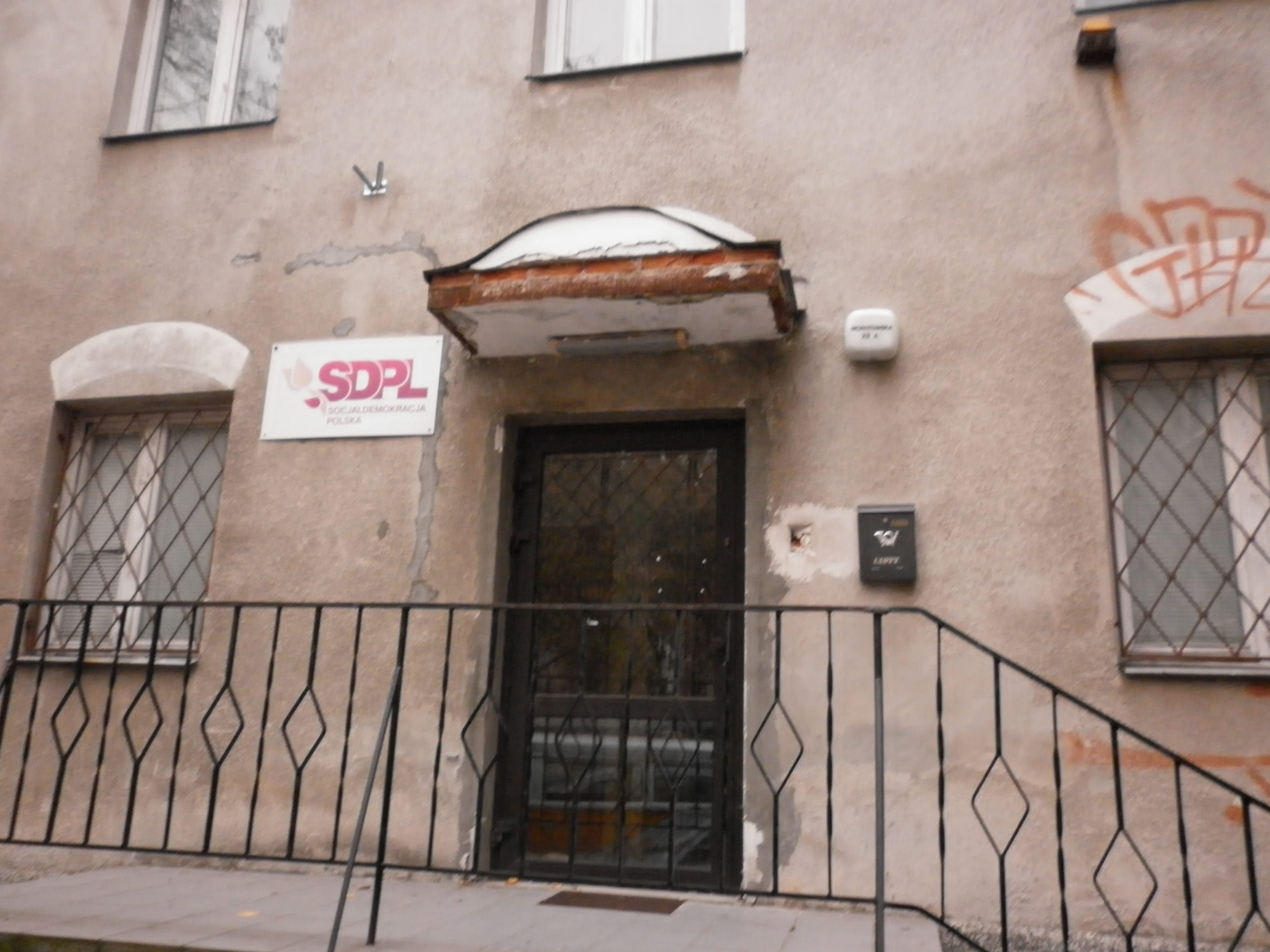
Była siedziba Socjaldemokracji Polskiej przy ulicy Mokotowskiej w Warszawie

Socjaldemokracja Polska (SDPL) – polska centrolewicowa partia polityczna o programie socjaldemokratycznym. Założona 26 marca 2004 przez część działaczy Sojuszu Lewicy Demokratycznej (na skutek rozłamu w tej partii) z ówczesnym marszałkiem Sejmu Markiem Borowskim na czele, kwestionujących działania ówczesnego jej kierownictwa. Zarejestrowana sądownie 19 kwietnia 2004. W Sejmie IV kadencji i Senacie V kadencji partia posiadała klub parlamentarny. Jeden z jej liderów Marek Balicki do 2005 zajmował stanowisko ministra zdrowia. W Sejmie VI kadencji SDPL reprezentowała grupa posłów, od 2008 do końca kadencji w 2011 zasiadająca w osobnym kole. W latach 2004–2009 ugrupowanie reprezentowane było przez 3 deputowanych w Parlamencie Europejskim.

## Historia SDPL

### Powstanie partii

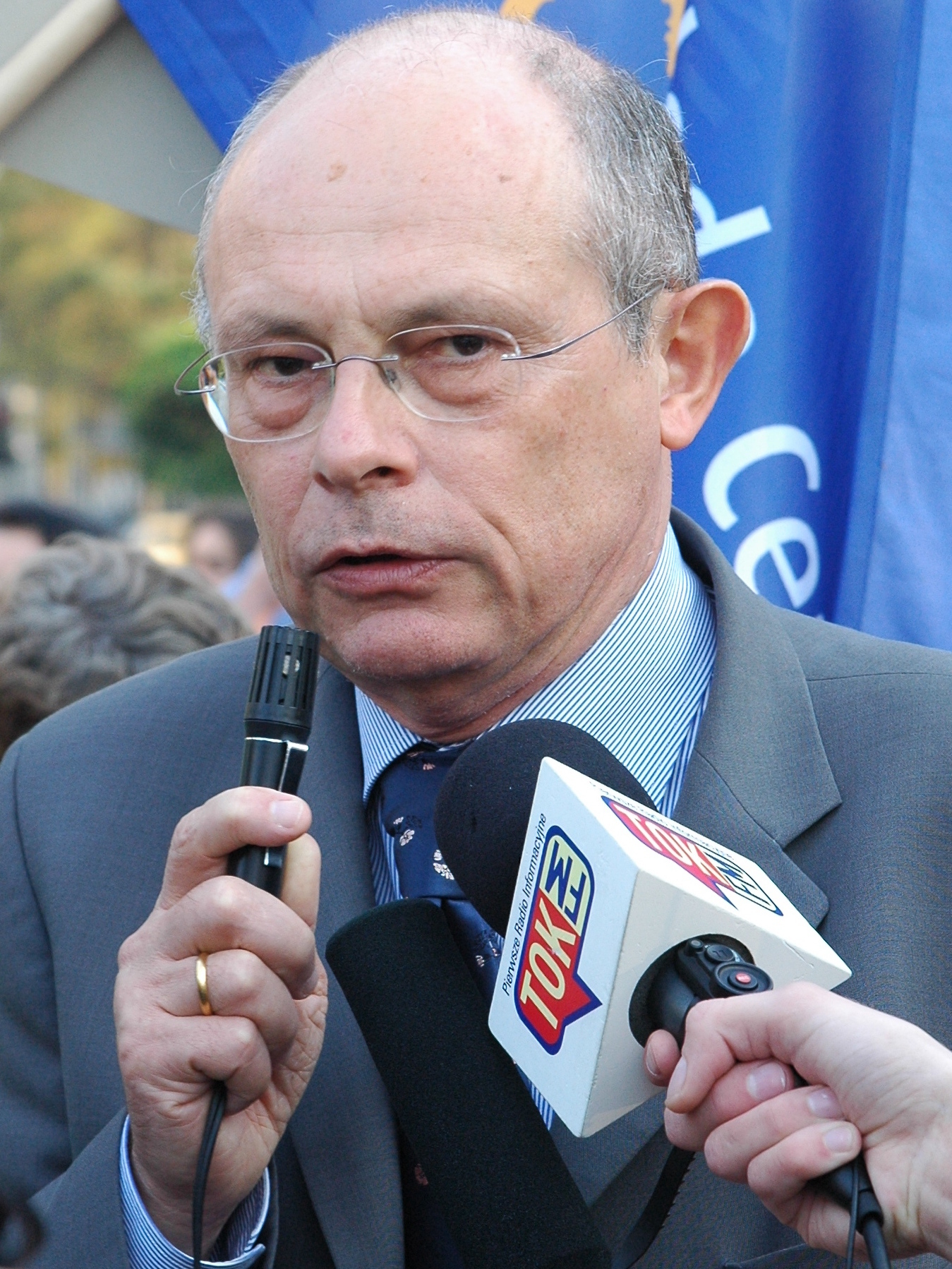
Założyciel i pierwszy przewodniczący Socjaldemokracji Polskiej - Marek Borowski

Socjaldemokracja Polska powstała 26 marca 2004. Jej powstanie wiązało się m.in. z konfliktami w ramach Sojuszu Lewicy Demokratycznej i nieprzyjęciem uchwały Dość złudzeń, mającej na celu uporządkowanie sytuacji w tej partii. Inicjatorem nowego przedsięwzięcia był Marek Borowski. Do nowej partii przystąpili działacze SLD oraz innych ugrupowań (głównie Unii Pracy, m.in. wicemarszałek Sejmu Tomasz Nałęcz).
Partia oficjalnie zarejestrowana została 19 kwietnia 2004. W Sejmie IV kadencji ugrupowanie posiadało ponad 30-osobowy klub w Sejmie i około 10-osobowy klub w Senacie. Szefową klubu została Jolanta Banach. Pierwszy po powstaniu sondaż OBOP dawał partii 4. pozycję z poparciem 11% (większym niż SLD).

### 2004–2005
W wyborach do Parlamentu Europejskiego 13 czerwca 2004 SDPL startowała samodzielnie, uzyskując 5,33% głosów i zdobywając 3 mandaty.
W pierwszym głosowaniu 15 maja 2004 posłowie Socjaldemokracji Polskiej opowiedzieli się przeciwko udzieleniu wotum zaufania dla pierwszego rządu Marka Belki. 24 czerwca tego samego roku SDPL zagłosowała za udzieleniem wotum zaufania drugiemu rządowi Marka Belki. Po udzieleniu wotum zaufania rządowi, do końca jego istnienia SDPL uczestniczyła we władzy poprzez obecność w rządzie członka tej partii Marka Balickiego na stanowisku ministra zdrowia.
W wyborach parlamentarnych 25 września 2005 Socjaldemokracja Polska wystartowała samodzielnie (z udziałem na jej listach kandydatów Unii Pracy i Zielonych 2004). Komitet Wyborczy SDPL zdobył 459 380 głosów (3,89% poparcia w skali kraju), nie osiągnął progu zaporowego i nie brał udziału w podziale mandatów poselskich.
W wyborach prezydenckich w 2005 lider Socjaldemokracji Polskiej Marek Borowski – kandydat na prezydenta Polski – zdobył w I turze 1 544 642 głosów (10,33%), co dało mu czwarte miejsce za Donaldem Tuskiem, Lechem Kaczyńskim i Andrzejem Lepperem.

### 2005–2007
Po porażce w wyborach parlamentarnych 2005 przed wyborami samorządowymi 3 września 2006 Socjaldemokracja Polska wraz z Sojuszem Lewicy Demokratycznej, Partią Demokratyczną – demokraci.pl i Unią Pracy weszła w skład koalicji Lewica i Demokraci (SDPL była inicjatorką jej powołania). Lider SDPL Marek Borowski był kandydatem LiD na prezydenta Warszawy, zajmując 3. miejsce. W wyborach parlamentarnych 21 października 2007 SDPL, także startując w ramach LiD, uzyskała 10 mandatów poselskich. Posłami zostali: Romuald Ajchler, Bartosz Arłukowicz, Marek Balicki, Anna Bańkowska, Marek Borowski, Andrzej Celiński, Zdzisława Janowska, Bożena Kotkowska, Grzegorz Pisalski i Izabella Sierakowska.

### 2008–2011
22 kwietnia 2008 posłowie SDPL opuścili klub LiD, tworząc własne koło poselskie o nazwie „Socjaldemokracja Polska – Nowa Lewica” i podejmując współpracę z drugim kołem wywodzącym się z LiD – Demokratycznym Kołem Poselskim (po tym, jak władze SLD zdecydowały o zakończeniu ścisłej współpracy z PD, wobec czego posłowie PD odeszli z klubu LiD, tworząc DKP). W skład koła SDPL-NL nie weszli Romuald Ajchler i Anna Bańkowska, którzy zrezygnowali z członkostwa w partii i pozostali w dawnym klubie, który zmienił nazwę na „Lewica”.
14 czerwca 2008 decyzję o rezygnacji z przywództwa w partii ogłosił jej założyciel Marek Borowski. Był on przewodniczącym partii do 1 sierpnia, kiedy jego obowiązki przejął Bartosz Dominiak.
W sierpniu z partii wystąpił Andrzej Celiński, a we wrześniu Marek Balicki. Pozostali oni jednak członkami koła poselskiego. 9 grudnia 2008 partię opuściło troje kolejnych posłów (Bartosz Arłukowicz, Bożena Kotkowska i Grzegorz Pisalski), którzy wystąpili także z koła SDPL-NL.
Wybory nowego przewodniczącego ugrupowania rozpoczęły się jesienią, a zakończyły 10 stycznia 2009. Szefem partii został Wojciech Filemonowicz, który w bezpośrednich wyborach pokonał Sylwię Pusz (kandydatem do momentu odejścia z partii był także Bartosz Arłukowicz) i uzyskał akceptację większości delegatów na kongres.
1 lutego 2009 Socjaldemokracja Polska wraz z Partią Demokratyczną – demokraci.pl i Zielonymi 2004 powołała koalicję Porozumienie dla Przyszłości. 13 marca 2009 koalicja ta zarejestrowała Koalicyjny Komitet Wyborczy „Porozumienie dla Przyszłości – CentroLewica” przed wyborami do Parlamentu Europejskiego (z jej list startowali również działacze Stronnictwa Demokratycznego oraz Unii Lewicy III RP). Komitet zarejestrował listy we wszystkich trzynastu okręgach. Uzyskał 179 602 głosów (2,44%), zajmując 5. miejsce i nie osiągając progu wyborczego. W ramach komitetu członkowie SDPL otrzymali 41 156 (22,92% głosów na PdP).
15 czerwca 2009 z koła SDPL-NL wystąpił Marek Balicki, a półtora miesiąca później również Andrzej Celiński. We wrześniu koło zrezygnowało z członu „Nowa Lewica”. a w listopadzie przystąpiła do niego bezpartyjna Grażyna Ciemniak.
W lipcu 2009 do partii ponownie wstąpił wykluczony z niej 4 lata wcześniej były wicemarszałek Sejmu Tomasz Nałęcz. W grudniu został on ogłoszony wspólnym kandydatem SDPL i PD w wyborach prezydenckich w 2010.
W kwietniu 2010, w związku z przyspieszeniem wyborów prezydenckich, Tomasz Nałęcz wycofał swoją kandydaturę. Sam udzielił poparcia Bronisławowi Komorowskiemu z PO, jednak SDPL nie poparła oficjalnie żadnego z kandydatów. Wielu jej działaczy opowiedziało się za Andrzejem Olechowskim (niezależnym kandydatem związanym z SD) bądź Grzegorzem Napieralskim (szefem SLD). Po wygranej Bronisława Komorowskiego Tomasz Nałęcz został jednym z doradców prezydenta (pełnił tę funkcję przez całą prezydenturę Bronisława Komorowskiego do 2015).
4 sierpnia 2010 SDPL zawarła porozumienie z Polską Lewicą i Unią Lewicy III RP. Na jego mocy partie te wystawiły wspólne listy w wyborach samorządowych, w ramach Koalicyjnego Komitetu Wyborczego „Lewica”, który wystawił m.in. listy do sejmików w 8 województwach, nie osiągając w żadnym progu wyborczego. SDPL wystawiła w ramach „Lewicy” kandydatów na prezydentów w wielu miastach (m.in. w Łodzi, Bydgoszczy, Lublinie i Toruniu), jednak nie weszli oni do II tury. Po zwycięstwie posła SLD w wyborach na prezydenta Częstochowy mandat w Sejmie objął po nim polityk SDPL Jacek Kasprzyk. Przystąpił on do klubu SLD, pozostając jednak w SDPL.
W kwietniu 2011 koło poselskie SDPL opuściła Zdzisława Janowska, przechodząc do klubu SLD. Pozostała jednak członkinią SDPL.
12 czerwca sąd partyjny usunął z szeregów ugrupowania przewodniczącego Wojciecha Filemonowicza, a konwent wybrał na p.o. przewodniczącego Bogdana Lewandowskiego, jednak część partii uznała te decyzje za nieważne. Warszawski sąd rejestrowy odrzucił wszystkie wnioski dotyczące zmian w zarządzie SDPL, uznając pozostanie Wojciecha Filemonowicza na stanowisku przewodniczącego.
W wyborach parlamentarnych politycy SDPL znaleźli się na listach sejmowych Platformy Obywatelskiej i SLD. Działacze SDPL znaleźli się także wśród kandydatów do Senatu (troje startowało z własnych komitetów, jeden z ramienia PO). Jedyny mandat parlamentarny wśród członków SDPL uzyskał Marek Borowski, który został wybrany do Senatu jako kandydat niezależny. Początkowo był jedynym senatorem niezrzeszonym, 20 grudnia 2011 został członkiem Koła Senatorów Niezależnych.

### Od 2011
Z partii odchodziło w dalszym ciągu wielu członków. W 2012 duża grupa przeszła do Ruchu Palikota.
W lutym 2013 zarząd SDPL podjął decyzję o nawiązaniu współpracy z Ruchem Palikota. Ugrupowania te podjęły również rozmowy programowe z Unią Pracy, Unią Lewicy oraz Racją Polskiej Lewicy. W czerwcu SDPL znalazła się w zespole politycznym Europy Plus wraz z Ruchem Palikota, UL, Racją PL, SD, PD, Polską Partią Pracy – Sierpień 80 i stowarzyszeniem Ryszarda Kalisza Dom Wszystkich Polska. W październiku tego samego roku Ruch Palikota przekształcił się w szerszą partię Twój Ruch (w listopadzie przystąpiła do niej Racja PL). Część członków SDPL przeszła do tego ugrupowania.
7 lutego 2014 SDPL (wraz z Unią Lewicy) podjęła decyzję o opuszczeniu koalicji Europa Plus. Partia zrezygnowała z udziału w wyborach do Parlamentu Europejskiego w tym samym roku. W sierpniu 2014 SDPL wraz z DWP i UL współtworzyła Porozumienie Ryszarda Kalisza. Ostatecznie środowiska te w wyborach samorządowych znalazły się na listach komitetu SLD Lewica Razem (koalicji SLD, UP i KPEiR). Przedstawicielka SDPL Izabella Sierakowska bez powodzenia kandydowała do sejmiku województwa lubelskiego. Działacze SDPL startowali z list SLD LR także na niższym szczeblu, m.in. do rady Elbląga.
Przed wyborami prezydenckimi w 2015 liderzy SDPL opowiedzieli się za kandydaturą wystawionej przez UP wicemarszałek Sejmu Wandy Nowickiej, która nie zebrała jednak wystarczającej do startu liczby podpisów. Przed wyborami parlamentarnymi w tym samym roku SDPL podjęła rozmowy w sprawie uczestnictwa w koalicji Zjednoczona Lewica, które jednak nie zakończyły się powodzeniem. SDPL wraz z Wolnością i Równością (dawną UL) oraz Polską Lewicą powołały koalicyjny komitet o tej samej nazwie, który jednak ostatecznie nie wystartował w wyborach (SDPL i WiR opowiedziały się za poparciem kandydatów lewego skrzydła PO). Jacek Kasprzyk kandydował do Sejmu z listy ZL, która nie zdobyła mandatów. Marek Borowski uzyskał reelekcję w wyborach do Senatu, jednak już jako osoba bezpartyjna (SDPL identyfikowała się z nim jednak przez czas trwania kadencji – pod koniec której przystąpił do PO).
Po wyborach podjęto decyzję o kontynuacji współpracy SDPL, WiR i PL. Ponadto w maju 2016 SDPL weszła w skład powołanej pod patronatem Komitetu Obrony Demokracji koalicji Wolność Równość Demokracja.
W wyborach samorządowych w 2018 SDPL formalnie współtworzyła (wraz z SLD, UP, PL, PPS i ROG) koalicję SLD Lewica Razem.
2 marca 2019 partia zgłosiła akces do Koalicji Europejskiej – powołanej przez PO, PSL, Nowoczesną, SLD i Zielonych – na wybory europarlamentarne w tym samym roku. Działaczka SDPL Jolanta Kalinowska znalazła się, z rekomendacji SLD, na liście KE w okręgu pomorskim. W wyborach parlamentarnych w tym samym roku została ona (po zerwaniu przez SDPL sojuszu z SLD) kandydatką do Sejmu z listy Koalicji Obywatelskiej (tworzonej przez PO, Nowoczesną, Inicjatywę Polska i Zielonych). Również z ramienia KO do Senatu wystartował Arkadiusz Kasznia. Nie uzyskali oni mandatów w parlamencie.
Przed wyborami prezydenckimi w 2020 SDPL wraz z WiR zaapelowała do Roberta Biedronia – prezesa Wiosny i kandydata Lewicy – o wycofanie się z wyborów, popierając kandydata KO, Rafała Trzaskowskiego z PO.
25 czerwca 2022 partia podpisała wraz z PPS (i powołanym przez część jej ówczesnych działaczy Stowarzyszeniem Lewicy Demokratycznej, nawiązującym do dawnej partii SLD), UP, WiR oraz m.in. stowarzyszeniem Ruch Ludzi Pracy i środowiskiem dawnej partii Inicjatywa Feministyczna porozumienie o współpracy przed najbliższymi wyborami parlamentarnymi, opowiadając się za „szerokim porozumieniem wyborczym opozycji demokratycznej”. Porozumienie to powstało na kontrze do działań koalicji Lewica (tworzonej przez powstałą w 2021 z połączenia SLD i Wiosny Nową Lewicę i Lewicę Razem), jednak ostatecznie w sierpniu 2023 SDPL przyłączyła się do niej (podobnie jak wcześniej PPS i UP, a później także WiR) i w wyborach parlamentarnych w tym samym roku troje jej działaczy startowało bez powodzenia z list NL do Sejmu. W wyborach samorządowych i do Parlamentu Europejskiego w 2024 partia nie wystartowała (choć powołała komitet na wybory do PE). W 2025 udzieliła poparcia kandydatce KO Monice Piątkowskiej w wyborach uzupełniających do Senatu w okręgu krakowskim oraz Rafałowi Trzaskowskiemu (także reprezentującemu KO) w wyborach prezydenckich.

## Program polityczny
SDPL popiera integrację z Unią Europejską. Partia sprzeciwia się: wprowadzeniu podatku liniowego, likwidacji powiatów oraz przywróceniu kary śmierci.
SDPL postuluje natomiast: utrzymanie bezpłatnej edukacji i służby zdrowia, liberalizację prawa do aborcji, wprowadzenie w prawie związków partnerskich, utrzymanie rozdziału państwa od Kościołów, rozwiązanie Senatu oraz upublicznienie wszystkich teczek peerelowskich służb. Partia postulowała także wycofanie polskich wojsk z Iraku.

## Symbolika
Symbolem SDPL jest róża – symbol ruchu socjaldemokratycznego. Nazwa, skrót nazwy i symbol graficzny SDPL korzystają z ochrony prawnej, przewidzianej dla dóbr osobistych.

## Struktura i działacze
Organami uchwałodawczymi SDPL są: Kongres (Kongres Nadzwyczajny), Konwent Krajowy, Okręgowe Zgromadzenie Ogólne Członków, Konwent Okręgowy, Powiatowe Zgromadzenie Ogólne Członków i Konwent Powiatowy. Organami wykonawczymi SDPL są: Rada Polityczna, Zarząd Krajowy, Zarząd Okręgowy i Zarząd Powiatowy.
Przewodniczący:
- od 26 marca 2004 do 1 sierpnia 2008 – Marek Borowski
- od 1 sierpnia 2008 do 10 stycznia 2009 – Bartosz Dominiak (p.o.)
- od 10 stycznia 2009 – Wojciech Filemonowicz

### Posłowie koła SDPL na Sejm VI kadencji
Pod koniec kadencji:
- Marek Borowski – szef koła SDPL
- Grażyna Ciemniak – od listopada 2009 (bezpartyjna)
- Izabella Sierakowska

Wcześniejsi (w nawiasie przynależność pod koniec kadencji):
- Bartosz Arłukowicz – do 9 grudnia 2008 (KP PO)
- Marek Balicki – do 15 czerwca 2009 (KP SLD)
- Andrzej Celiński – do sierpnia 2009 (poseł niezrzeszony, członek PD)
- Zdzisława Janowska – do 8 kwietnia 2011 (KP SLD, członkini SDPL)
- Bożena Kotkowska – do 9 grudnia 2008 (KP SLD, członkini UP)
- Grzegorz Pisalski – do 9 grudnia 2008 (KP PO)

Jako członkowie SDPL mandaty w Sejmie VI kadencji uzyskali także Romuald Ajchler, Anna Bańkowska i Jacek Kasprzyk. Zakończyli oni kadencję jako posłowie klubu Sojuszu Lewicy Demokratycznej. Romuald Ajchler i Anna Bańkowska zostali członkami SLD, a Jacek Kasprzyk pozostał w SDPL.

### Posłowie do Parlamentu Europejskiego VI kadencji (2004–2009)
- Genowefa Grabowska
- Józef Pinior
- Dariusz Rosati

Żaden z eurodeputowanych nie był członkiem partii, wszyscy należeli w Parlamencie Europejskim VI kadencji do Partii Europejskich Socjalistów.

### Młodzieżówka
Młodzieżówką SDPL początkowo było Stowarzyszenie Młoda Socjaldemokracja, powołane w październiku 2004. W czerwcu 2009 powołano Frakcję Młodych Socjaldemokracji Polskiej.

## Poparcie
| Wybory | Poparcie | Zmiana punktów procentowych | Mandaty (Sejm) | Zmiana | Mandaty (Senat) | Zmiana |
| ------ | -------- | --------------------------- | -------------- | ------ | --------------- | ------ |
| 2005   | 3,89%    | –                           | 0              | –      | 0               | –      |
| 2007   | –        | –                           | 10             | 10     | 0               | –      |
| 2011   | –        | –                           | 0              | 10     | 1               | 1      |
| 2015   | –        | –                           | 0              | –      | 0               | 1      |
| 2019   | –        | –                           | 0              | –      | 0               | –      |
| 2023   | –        | –                           | 0              | –      | 0               | –      |

| Wybory | Kandydat       | Głosowanie | Poparcie | Uwagi                             |
| ------ | -------------- | ---------- | -------- | --------------------------------- |
| 2005   | Marek Borowski | I tura     | 10,33%   | Kandydat nie przeszedł do II tury |
| 2010   | Tomasz Nałęcz  | –          | –        | Kandydat wycofał się              |
| 2015   | –              | –          | –        | –                                 |
| 2020   | –              | –          | –        | –                                 |
| 2025   | –              | –          | –        | –                                 |

| Wybory | Poparcie | Zmiana punktów procentowych | Mandaty | Zmiana | L. miejsc dla Polski |
| ------ | -------- | --------------------------- | ------- | ------ | -------------------- |
| 2004   | 5,33%    | –                           | 3       | –      | 54                   |
| 2009   | –        | –                           | 0       | 3      | 50 (51)              |
| 2014   | –        | –                           | 0       | –      | 51                   |
| 2019   | –        | –                           | 0       | –      | 51 (52)              |
| 2024   | –        | –                           | 0       | –      | 53                   |